# Morihiro Saitō
Morihiro Saitō (jap.: 斉藤 守弘 Saitō Morihiro; * 31. März 1928; † 13. Mai 2002) war ein berühmter Aikidō-Lehrer, Schüler von Ueshiba Morihei und Hüter des Aiki-Schreins in Iwama.
Er trug den 9. Dan des Aikikai Aikidō.
1946 begann er mit dem Training unter Ueshiba im gerade drei Jahre alten Iwama-Dōjō.
Morihiro Saitō war in den dreiundzwanzig Jahren bis zum Tod des Begründers im Jahr 1969 ständiger Schüler und Begleiter Ueshibas. Da er bei der japanischen Eisenbahn im Schichtbetrieb arbeitete, hatte er die Möglichkeit, an Ueshiba Morihei morgendlichem Waffentraining teilzunehmen und wurde zum Experten für Stab und Schwert im Aikidō. Seinen Namen Morihiro, der Bewahrer, den er von Ueshiba erhielt, bezog Saitō nicht nur auf seine Aufgabe als Hüter des Schreins, sondern ebenso auf sein Verständnis von Aikidō: Er sah seine Bestimmung darin, die Aikidoformen des Begründers weiterzugeben, wie dieser sie in Iwama gelehrt hatte. Dafür entwickelte er im Körpertraining, vor allem aber in den Waffenformen ein Unterrichtssystem, das der Vermittlung dieser Formen diente.
Ihm wurde nach dem Tod von Ueshiba Morihei die Leitung von dessen Dōjō in Iwama übertragen. Zeitlebens war Morihiro Saitō Mitglied im Weltverband Aikikai, vergab aber gleichzeitig auch Graduierungen im sogenannten Iwama Ryū.
Nach Saitōs Tod kam es zur Spaltung des Iwama Ryū: Eine Reihe europäischer Aikidōlehrer gründeten unter der Leitung von Paolo Corrallini und Ulf Evenas den Verband Takemusu Aikido, der später Mitglied im Aikikai wurde. Für Deutschland setzte Morihiro Saitō bereits 1982 Ute van Meerendonk (7. Dan Aikikai) und Mark van Meerendonk (7. Dan Aikikai) als Repräsentanten und Vertreter für Takemusu Aikidō ein. Das Ibaraki-Dōjō in Iwama übernahm Morihiro Saitōs Sohn Hitohiro Saitō. Dieses wurde aber in den Folgejahren wieder vom Aikikai beansprucht. Heute steht es in engem Kontakt zum Verband Takemusu Aikidō; es unterrichten neben Isoyama eine Reihe anderer Aikidō-Lehrer. Hitohiro Saitō sah sich gezwungen, den Aikikai zu verlassen und gründete seinen eigenen Verband Iwama Shinshin Aiki, den Aikidōstil nennt er Dento Iwama Ryū (Traditionelles Iwama Ryū).

## Werke
- Aikido - Its Heart and Appearance, Wehman Brothers, 1976, ISBN 0-87040-345-1, PM Group AB, 2008, ISBN 978-3-939703-34-1
- Traditional Aikido - Vol 1: Basic Techniques, Minato, 1976, ISBN 0-87040-266-8 ISBN 0-87040-944-1
- Traditional Aikido – Vol 2: Advanced Techniques, Minato, 1976, ISBN 0-87040-945-X
- Traditional Aikido - Vol 3: Applied Techniques, Minato, 1976, ISBN 0-87040-946-8
- Traditional Aikido - Vol 4: Vital Techniques, Minato, 1976, ISBN 0-87040-947-6
- Traditional Aikido - Vol 5: Training Works Wonders, Minato 1976, ISBN 0-87040-948-4
- Takemusu Aikido - Volume 1: Background and Basics, Aiki News, 1994, ISBN 4-900586-16-1, auf Deutsch Takemusu Aikido, Band 1, Hintergründe und Grundlagen, ISBN 3-89540-220-6
- Takemusu Aikido - Volume 2: More Basics, Aiki News, 1996 ISBN 4-900586-20-X
- Takemusu Aikido - Volume 3: Basics Concluded, Aiki News, 1996, ISBN 4-900586-21-8
- Takemusu Aikido - Volume 4: Kokyunage, Aiki News, 1997, ISBN 4-900586-24-2
- Takemusu Aikido - Volume 5: Bukidori and Ninindori, Aiki News, 2001
- Budo: Commentary on the 1938 Training Manual of Morihei Ueshiba, Aiki News, 1999